# Byszów (województwo świętokrzyskie)
Byszów – wieś w Polsce położona w województwie świętokrzyskim, w powiecie sandomierskim, w gminie Klimontów.
W latach 1954–1959 wieś należała i była siedzibą władz gromady Byszów, po jej zniesieniu w gromadzie Chobrzany. 
W latach 1975–1998 miejscowość administracyjnie należała do województwa tarnobrzeskiego.
Przez miejscowość przebiega droga wojewódzka nr 758.
| SIMC    | Nazwa    | Rodzaj    |
| ------- | -------- | --------- |
| 0795784 | Ostrówek | część wsi |

W latach 70. XX wieku przyporządkowano i opracowano spis lokalnych części integralnych dla miejscowości.
| Części wsi                        | Obiekt fizjograficzny – charakter obiektu                                                      |
| --------------------------------- | ---------------------------------------------------------------------------------------------- |
| 1. Mazosza 2. Niuchów 3. Ostrówek | 1. Grabek – pole 2. Mazosza – pole 3. Przydatki – pole 4. Z Nadziału – pole 5. Za Gajem – pole |

## Park Katyński
We wrześniu 2009 roku w Parku Katyńskim w Byszowie posadzono 100 Dębów Pamięci upamiętniających zamordowanych oficerów i policjantów w kwietniu 1940 roku na terenie ZSRR, a wywodzących się lub mających związek z Klimontowem i okolicami. 27 września 2009 roku odsłonięto również Pomnik Ofiar Katyńskich. Był to punkt kulminacyjny realizowanych przez Gminę Klimontów programów: „Katyń... ocalić od zapomnienia”, „Pamięć i Honor”.
W Parku Katyńskim znajduje się również 16-metrowa makieta samolotu TU-154 z podobiznami wszystkich 96 osób, które zginęły w katastrofie prezydenckiego samolotu Tu-154 w Smoleńsku w dniu 10 kwietnia 2010 roku.

## Zabytki
Park dworski, wpisany do rejestru zabytków nieruchomych (nr rej.: A.671z 6.08.1991).